# زاوية سيدي صالح (تاكونيت)
زاوية سيدي صالح هي إحدى مشيخات المملكة المغربية، تتبع جغرافيا لإقليم زاكورة وإداريًا لتاكونيت. يقدر عدد سكانها بـ 2087 نسمة حسب الإحصاء الرسمي للسكان والسكنى لسنة 2004.